# كوني ميسون
كوني ميسون (بالإنجليزية: Connie Mason)‏ هي عارضة وممثلة أمريكية، ولدت في 24 أغسطس 1937 بواشنطن العاصمة في الولايات المتحدة.

## وصلات خارجية
- كوني ميسون على موقع IMDb (الإنجليزية)
- كوني ميسون على موقع ألو سيني (الفرنسية)
- كوني ميسون على موقع أول موفي (الإنجليزية)
- كوني ميسون على موقع قاعدة بيانات الفيلم (الإنجليزية)
- كوني ميسون على موقع كينوبويسك (الروسية)